# Stethodesma
Stethodesma är ett släkte av skalbaggar. Stethodesma ingår i familjen Cetoniidae.
Kladogram enligt Catalogue of Life:
| Stethodesma | \| \| Stethodesma stachiani \| \| \| \| \| \| Stethodesma strachani \| \| \| \| |
|             | \| \| Stethodesma stachiani \| \| \| \| \| \| Stethodesma strachani \| \| \| \| |
|             | Stethodesma stachiani                                                           |
|             |                                                                                 |
|             | Stethodesma strachani                                                           |
|             |                                                                                 |